# 沃特金斯 (伊利諾伊州)
沃特金斯（英語：Watkins）是位於美國伊利諾伊州德威特縣的一個非建制地區。該地的面積和人口皆未知。

## 地理
沃特金斯的座標為40°16′51″N 88°40′38″W / 40.28083°N 88.67722°W，而該地的平均海拔高度為228米（即748英尺）。